# Bałtycki Uniwersytet Federalny im. Immanuela Kanta

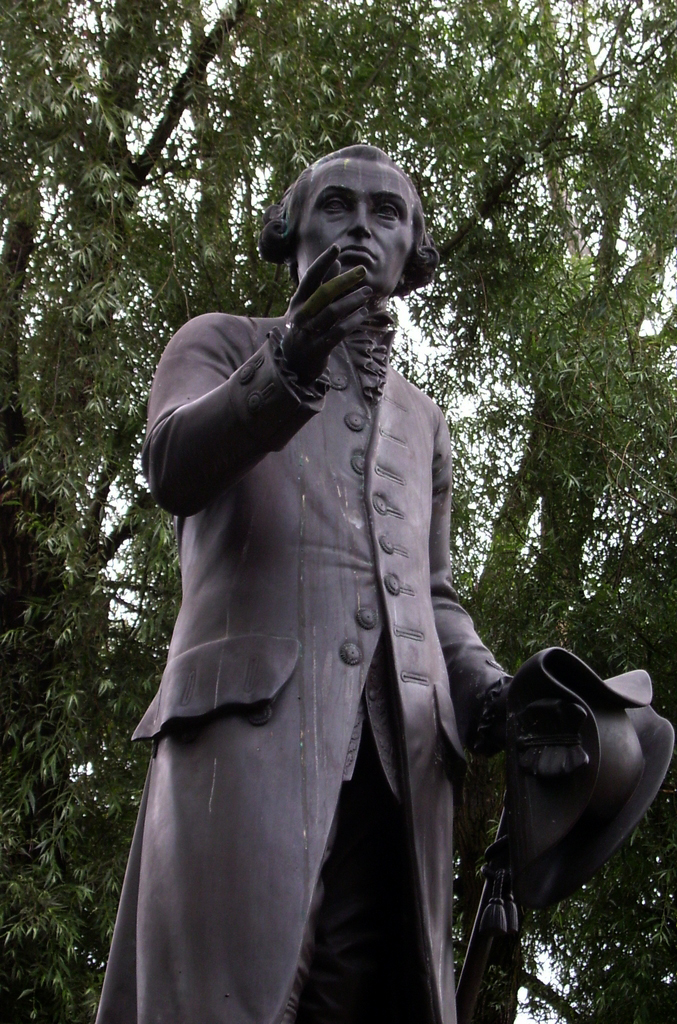
Pomnik Immanuela Kanta przed gmachem dawnej Albertyny (budynek nr 3 IKBFU) przy ul. Uniwersyteckiej 2

Bałtycki Uniwersytet Federalny im. Immanuela Kanta  (ros. Федеральное государственное автономное образовательное учреждение высшего профессионального образования „Балтийский федеральный университет имени Иммануила Канта”, Fiedieralnoje gosudarstwiennoje awtonomnoje obrazowatielnoje uczrieżdienije wysszego profiessionalnogo obrazowa „Bałtijskij fiedieralnyj uniwiersitiet imieni Immanuiła Kanta”, skrótowo: БФУ им. И. Канта, БФУ, Кантиана; oficj. ang. Immanuel Kant Baltic Federal University, skrót ang. IKBFU; skrót międzynarodowy Kantiana) – rosyjski uniwersytet państwowy utworzony w 1947 w Królewcu (jako Państwowy Kaliningradzki Instytut Pedagogiczny), od 1977 nawiązujący do tradycji istniejącego w latach 1544–1945 niemieckiego Uniwersytetu Albrechta w Królewcu.
Uniwersytet kształci studentów w 2 specjalistycznych szkołach wyższych i na 9 wydziałach. Jedną z wielu specjalności jest „Język polski i literatura” (bakalaureat).

## Historia
Państwowy Kaliningradzki Instytut Pedagogiczny został utworzony 21 lipca 1947 i rozpoczął działalność dydaktyczną w lipcu 1948 na 3 wydziałach (Wydział Historyczny, Wydział Literatury, Wydział Fizyczno-Matematyczny). W następnych latach połączono Wydziały Historyczny oraz Literatury w Wydział Historyczno-Filologiczny oraz utworzono nowe: Wydział Pedagogiki i Metodyki Nauczania Początkowego oraz Wydział Nauk Przyrodniczych. 16 lipca 1966 uczelnia została przekształcona w Kaliningradzki Uniwersytet Państwowy (Калининградский государственный университет, Kaliningradskij gosudarstwiennyj uniwiersitiet) z 4 wydziałami (Wydział Fizyczno-Matematyczny, Wydział Nauk Przyrodniczych, Wydział Historyczno-Filologiczny, Wydział Ekonomiczno-Prawniczy). W 1971 z Wydziału Nauk Przyrodniczych utworzono Wydział Geograficzny oraz Wydział Chemiczno-Biologiczny.

### Nazwy uczelni[9]
- 21 lipca 1947: Калининградский государственный педагогический институт[7], skrót КГПИ (Państwowy Kaliningradzki Instytut Pedagogiczny),
- 16 lipca 1966: Калининградский государственный университет[8], skrót КГУ (Kaliningradzki Uniwersytet Państwowy),
- 23 maja 2005: Российский государственный университет имени Иммануила Канта[10], skrót РГУ (Rosyjski Uniwersytet Państwowy im. Immanuela Kanta),
- 30 grudnia 2010: Федеральное государственное автономное образовательное учреждение высшего образования „Балтийский федеральный университет имени Иммануила Канта”[11], skrót БФУ (Bałtycki Uniwersytet Federalny im. Immanuela Kanta).

### Rektorzy Uniwersytetu[12]
1. 1967–1971 Nikołaj Prikładow[3]
2. 1971–1975 Anatolij Borisow[3]
3. 1975–1994 Nikołaj Miedwiediew[3]
4. 1994–1998 Giennadij Fiodorow[3]
5. 1998–2019 Andriej Klemieszew[13]
6. od 2020 (2019–2020 p.o. rektora) Aleksandr Fiodorow[14]

## Kierownictwo
Uniwersytetem zarządzają obecnie (2022) 3 organy kolegialne:
1. Ученый совет (Rada Akademicka)
2. Наблюдательный совет (Rada Nadzorcza)
3. Попечительский совет (Rada Powiernicza)

Rektorem uczelni i przewodniczącym Rady Akademickiej jest od 2020 Aleksandr Fiodorow.

## Struktura organizacyjna
Uniwersytet posiada obecnie (2022) 124 jednostki organizacyjne rozmieszczone w 40 budynkach akademickich (w tym 23 dydaktyczne, 3 ośrodki badawczo-edukacyjne i 13 domów akademickich), m.in. przebudowany po II wojnie światowej gmach główny dawnego Uniwersytetu Albrechta (obecnie budynek nr 3 przy ul. Uniwersyteckiej 2, mieszczący Wydział Systemów Żywych).

### Szkoły wyższe[4]
1. Высшая школа физической культуры и спорта (Wyższa Szkoła Kultury Fizycznej i Sportu)
2. Высшая школа философии, истории и социальных наук (Wyższa Szkoła Filozofii, Historii i Nauk Społecznych)

### Wydziały[4]
1. Институт гуманитарных наук (Wydział Nauk Humanistycznych)
2. Институт живых систем (Wydział Systemów Żywych)
3. Медицинский институт (Wydział Medyczny)
4. Институт физико-математических наук и информационных технологий (Wydział Nauk Fizyczno-Matematycznych i Technologii Informacyjnych)
5. Инженерно-технический институт (Wydział Inżynieryjno-Techniczny)
6. Институт образования (Wydział Edukacji)
7. Институт экономики, управления и туризма (Wydział Ekonomii, Zarządzania i Turystyki)
8. Юридический институт (Wydział Prawa)
9. Университетский колледж (Kolegium Uniwersyteckie)

### Inne[17]
1. Балтийский инжиниринговый центр машиностроения (Bałtyckie Centrum Inżynierii Mechanicznej)
2. Базовая кафедра географии океана (Podstawowa Katedra Geografii Oceanu)
3. Ботанический сад (Ogród Botaniczny)
4. Лагерь и биостанция на побережье Балтийского моря (Obóz i Stacja Biologiczna nad Morzem Bałtyckim)
5. Библиотеки (biblioteki)
6. Типография (Drukarnia)
7. Военный учебный центр (Wojskowe Centrum Szkoleniowe)[19]
8. Боинг 737 NG самолет-тренажер (samolot treningowy Boeing 737 NG)
9. Спортивная инфраструктура (20 obiektów sportowych)
10. Виртуальный университет в Майнкрафт (Wirtualny Uniwersytet w Minecraft)

## Współpraca z polskimi uczelniami
Uniwersytet współpracował z Uniwersytetem Warmińsko-Mazurskim w Olsztynie .